# میشل لاروک
میشل لاروک (فرانسوی: Michèle Laroque‎؛ زادهٔ ۱۵ ژوئن ۱۹۶۰) هنرپیشه، کمدین، تهیه‌کننده فیلم و فیلم‌نامه‌نویس اهل فرانسه است.
از فیلم‌ها یا برنامه‌های تلویزیونی که وی در آن نقش داشته‌است می‌توان به کمد اشاره کرد.
وی همچنین برندهٔ جوایزی همچون لژیون دونور (شوالیه) شده‌است.

## نگارخانه

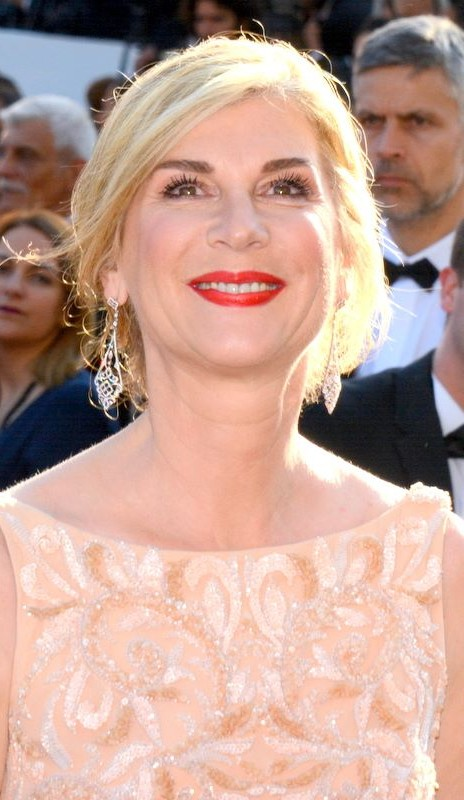
۲۰۱۵
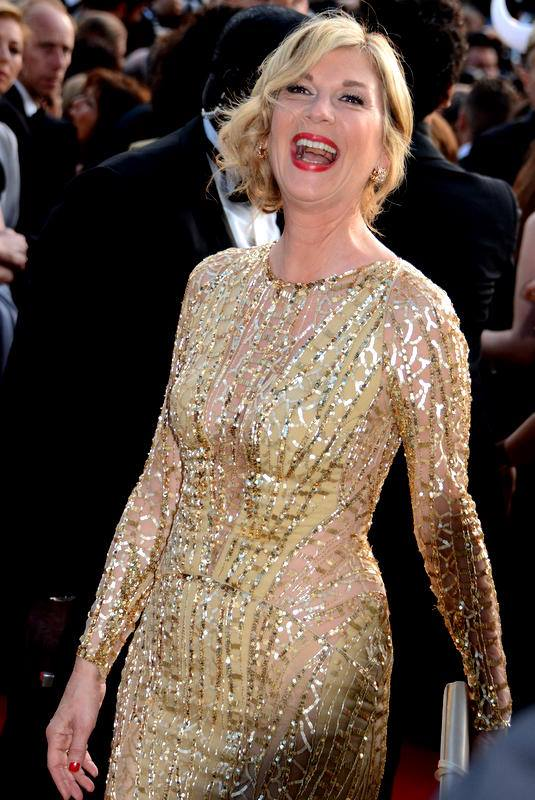
۲۰۱۴
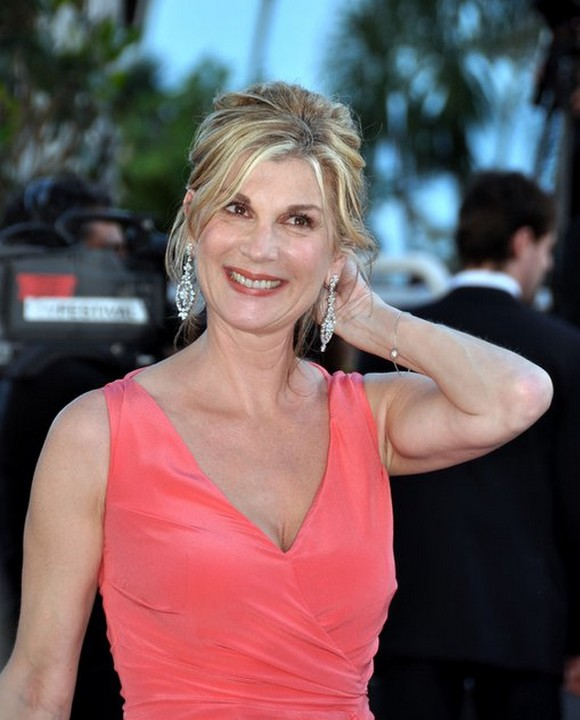
۲۰۱۱
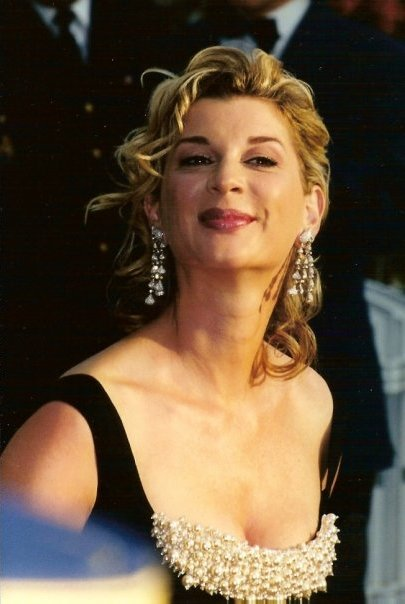
۲۰۰۱